# غينيفيف بيترسن
غينيفيف بيترسن (بالإنجليزية: Geneviève Pettersen)‏ (1982 في كندا)؛ كاتِبة وروائية كندية. درست في جامعة كيبيك في مونتريال.